# Eparchie Raszien-Prizren

Eparchien der Serbisch-Orthodoxen Kirche

Die Eparchie Raszien-Prizren (serbisch Епархија рашко-призренска Eparhija raško-prizrenska) ist eine Diözese der serbisch-orthodoxen Kirche. Ihr Gebiet umfasst das Kosovo und die nördlich angrenzenden Gebiete Zentralserbiens, das alte Raszien. Die Eparchie entstand 1808 durch die Vereinigung der Bistümer von Raška und Prizren. Bischofssitz ist heute die kosovarische Stadt Prizren. Kathedrale ist die Kirche der Hl. Gottesmutter von Ljeviš. Von 1991 bis 2010 leitete Bischof Artemije die Eparchie. Nach dessen Absetzung durch die Synode der Serbischen Kirche übernahm Bischof  Atanasij das Amt. Über die Zahl der zur Eparchie gehörenden Christen lassen sich aufgrund der Vertreibungen und erzwungenen Emigration in den vergangenen Jahren keine sicheren Angaben machen.
Im Gebiet der Diözese liegt eine Vielzahl bedeutender mittelalterlicher Kirchen und Klöster der serbischen Orthodoxie. Deren Existenz lieferte der serbischen Seite im Kosovo-Konflikt eines ihrer zentralen Argumente, warum die Provinz auch in Zukunft integraler Bestandteil des serbischen Staates sein müsse: Zu einem wesentlichen Teil sei die orthodox-christliche Identität der Serben an die sakrale Landschaft in der Metochia geknüpft.

## Geschichte
In der Spätantike stand die westliche Balkanhalbinsel unter der Jurisdiktion des päpstlichen Vikariats von Thessaloniki. Erst Kaiser Leo III. unterstellte diese Gebiete dem Patriarchat von Konstantinopel. 927–971 gehörte die Region Kosovo zum Bulgarischen Patriarchat, welches von Zar Simeon errichtet worden war. Nach der Eroberung Bulgariens wurde die unabhängige bulgarische Hierarchie vom byzantinischen Kaiser Basilius II. aufgehoben und die neue autokephale Erzdiözese Ohrid gebildet, der auch die Kirchen der serbisch besiedelten Gebiete unterstellt wurden.

### Raška

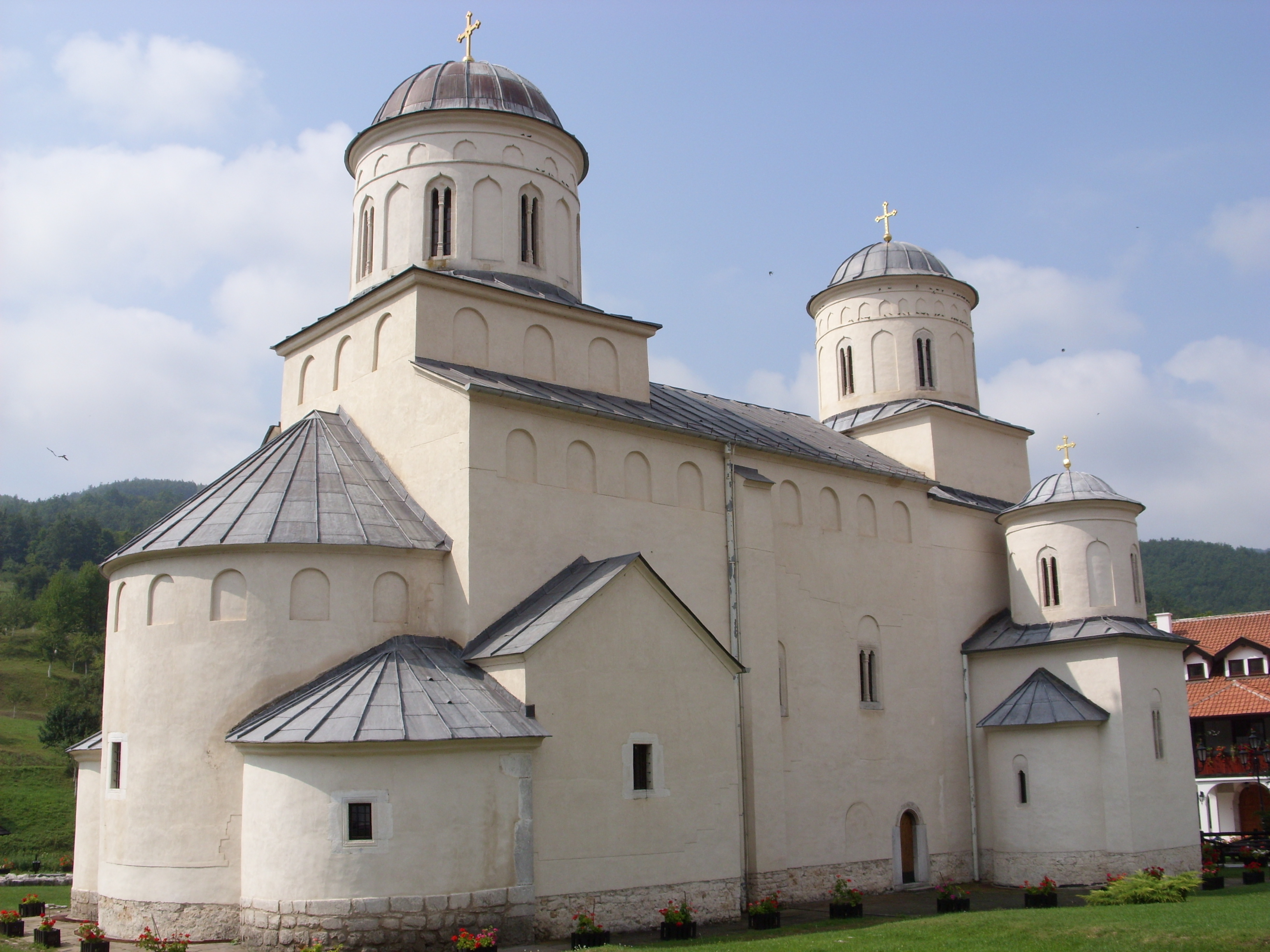
Kirche des Klosters Mileševa

Die Eparchie existiert etwa seit dem 10. Jahrhundert, in schriftlichen Quellen wurde sie zum ersten Mal im Jahr 1020 erwähnt. In dieser Zeit war sie der Metropole von Ohrid unterstellt. 1219 wurde die Eparchie Teil der vom hl. Sava begründeten autokephalen serbischen Kirche. Zusammen mit der Errichtung des serbischen Patriarchats von Peć erhielt Raška 1346 den Status eines Erzbistums. Die Metropoliten residierten nahe der Kirche St. Peter und Paul vor den Toren von Novi Pazar (im Mittelalter: Trgovište). Im 17. und 18. Jahrhundert wurden der Raška mehrere kleine verwaiste Eparchien angeschlossen. 1808 kam auch Prizren mit dem Kosovo dazu. Die Verringerung der Zahl der Eparchien ist Ausdruck des schleichenden Verfalls des kirchlichen Lebens in Serbien zur Zeit der osmanischen Herrschaft. Nicht zuletzt bedeutete die Auswanderung vieler orthodoxer Serben in das Gebiet der Habsburgermonarchie einen Aderlass für die Kirche in Altserbien, die diese nur schwer verkraften konnte.

### Prizren
Auch die Eparchie Prizren wird erstmals zu Beginn des 11. Jahrhunderts in byzantinischen Quellen erwähnt. Eine Bulle des Kaisers Basilius II. nennt Prizren als eine der dem Erzbistum Ohrid unterstellten Eparchien. Sie umfasste damals nur einen Teil des heutigen Kosovo.
1189 wurde das Gebiet der Eparchie von Stefan Nemanja erobert und dem mittelalterlichen Serbien einverleibt. Aber erst 1214 konnten sich die Serben endgültig gegen Bulgarien und Byzanz durchsetzen. Dies fand dann auch Niederschlag in der kirchlichen Organisation: 1219 wurde die Eparchie Prizren Teil der autokephalen serbischen Kirche. 1346, mit der Erhebung der autokephalen serbischen Kirche in den Rang eines Patriarchats, wurde Prizren gleichzeitig zur Metropolie erhoben. Bis zur Eroberung durch die Osmanen im Jahr 1455  erlebte die Diözese Prizren eine lange Blütezeit. Zahlreiche Kirchen wurden gebaut und viele Klöster gestiftet, die sich zu Zentren der mittelalterlichen Schriftkultur und bildenden Kunst entwickelten.
Während der osmanischen Herrschaft verlor die serbische Kirche zunächst ihre Unabhängigkeit. Mit der Erneuerung des serbischen Patriarchats 1577 mit Sitz in Peć erlebte die Eparchie Prizren eine neue Blütezeit. 1766 wurde das serbische Patriarchat aufgehoben und dem ökumenischen Patriarchat unterstellt. Die kirchlichen Institutionen im alten Kerngebiet der serbischen Orthodoxie verfielen immer mehr. Oft wurden Fremde zu Bischöfen in Prizren berufen. Gleichzeitig sank der christliche Anteil der Bevölkerung stetig ab, bis im 18. Jahrhundert die Muslime in der Mehrheit waren.

### Die vereinigte Diözese in neuerer Zeit
Erst 1891 erhielten die Kosovo-Serben vom Sultan Abdülhamid II. die Zusage, dass ihr Bistum stets von einem Serben geführt werden sollte. Als nach den Balkankriegen (1913) das Kosovo zu Serbien kam, wurde die Eparchie Raška-Prizren wieder in die serbisch-orthodoxe Kirche integriert.
Nach dem Ersten Weltkrieg gelang es der serbischen Kirche im Kosovo nur in sehr begrenztem Maße, an die großen mittelalterlichen Traditionen anzuknüpfen. Überdies spielte die Kirche im Königreich Jugoslawien und noch viel mehr im Titos Jugoslawien keine wichtige Rolle im öffentlichen Leben mehr. Erst in den 1970er und 1980er Jahren kam es in der Eparchie Raška-Prizren zu einer gewissen Wiederbelebung des kirchlichen Lebens. Die Zahl der Mönche nahm wieder zu und einige verwaiste Klöster wurden wiederbesiedelt. Bischof Artemije war ein wichtiger Promotor dieser vorwiegend monastischen Erneuerung.
Fatalerweise fiel diese kirchliche Erneuerung mit dem Anwachsen des serbischen Nationalismus zusammen. Der Neonationalismus hatte seine Ursache in der Krise des sozialistischen jugoslawischen Vielvölkerstaats. Zum Ausbau seiner Herrschaft bediente sich Slobodan Milošević Ende der 1980er Jahre dieser serbisch-nationalen Regungen und lenkte sie nicht zuletzt gegen die muslimischen Albaner im Kosovo. Die angeblich bedrohten orthodoxen Kirchen und Klöster der Region spielten in der Argumentation der serbischen Nationalisten eine wesentliche Rolle. Die serbische Kirche im Kosovo hat sich von dem immer aggressiver werdenden Nationalismus zumindest nicht distanziert, zum Teil ließ sie sich davon vereinnahmen und zum Teil wurde er von Geistlichen mitgetragen. Nur selten rief die Kirche zur Mäßigung auf, als die Serben in den 1990er Jahren gegen die anderen Völker Jugoslawiens Krieg führten. 
Nach dem Ende des Kosovo-Kriegs 1999 wurde die altalbanischen Kirche im Kosovo, die von den Serben eingenommen wurden wieder zurückgeführt. Die kriegstraumatisierten Albaner sahen in den orthodoxen Symbolen der Aggressoren eine unerträgliche Provokation. Im April 2004 wurden die verhassten serbischen Symbole beschädigt und die alten Gotteshäuser wieder zurückeingenommen.

## Bedeutende Sakralbauten im Kosovo
- Kloster Dečani
- Kloster Gračanica
- Kloster Zhur

Patriarchenkloster Peč
Banjska Kloster Mitrovica